# Petrus Sutor
Petrus Sutor ((FR)  Pierre Cousturier; (IT)  Pietro Sutore; Chémeré-le-Roi, 1475  circa – 18 giugno 1537) è stato un umanista, teologo e monaco cristiano francese dell'Ordine certosino.

## Biografia
Studiò all'Università di Parigi, si laureò in teologia, fu priore della casa della Sorbona durante la laurea e insegnò filosofia al collegio di Sainte-Barbe. Raggiunta l'età matura, entrò nell'Ordine certosino, dove divenne priore di diversi monasteri certosini, in particolare quello di Parc-en-Charnie nella provincia del Maine, poi divenne visitatore della provincia di Francia.
Sutor fu noto per essere un critico schietto di Erasmo, Martin Lutero e del protestantesimo più in generale. Ad esempio, nella sua opera del 1525, il De Translatione Bibliae ("Sulla traduzione della Bibbia"), si oppose con veemenza alla traduzione della Bibbia in lingue vernacolari, pur sostenendo la sufficienza della Vulgata latina di San Girolamo. Egli «considerava sufficiente che il popolo potesse recitare la preghiera del Signore, il Decalogo, il Credo e i Comandamenti della Chiesa».

## Opere
- De Vita Carthusiana (Parigi, 1522)
- De Triplici Annce Connubio (Parigi, 1523)
- De Translatione Bibliae (Parigi, 1525)
- Antapologia in quandam Erasmi Apologiam (Parigi, 1526)